# Mecodema punctellum
Mecodema punctellum ist ein vermutlich ausgestorbener Laufkäfer, der auf der neuseeländischen Insel Stephens Island endemisch war.

## Beschreibung
Mecodema punctellum war ein großer schwarzer Laufkäfer, der eine Länge von 38,5 Millimeter und eine Breite von 11,7 Millimeter erreichte. Er war flugunfähig.
Die Gattung Mecodema kommt nur auf Neuseeland und den vorgelagerten Inseln vor.

## Lebensraum und Lebensweise
Über seinen Lebensraum ist nichts bekannt. Vermutlich kam er in feuchten Wäldern vor und suchte unter der Rinde großer morscher Baumstämme Schutz. Seine Lebensweise war räuberisch und seine Nahrung bestand aus Schnecken.

## Aussterben
Mecodema punctellum wurde 1916 entdeckt und 1931 zuletzt nachgewiesen. Nachdem Suchen in den Jahren 1961, 1971, 1974 bis 1976, 1981, 1990, 1996 auf Stephens Island und 1997 auf Rangitoto ki te Tonga/D’Urville Island fehlgeschlagen sind, gilt er nun als ausgestorben. Der Grund für sein Verschwinden ist vermutlich Lebensraumzerstörung, da große, morsche Baumstämme auf Stephens Island nicht mehr vorhanden sind.